# Callistemon glaucus
Callistemon glaucus és una espècie de planta de la família de les Mirtàcies que es distribueix per l'oest d'Austràlia. És un arbust que es troba sobre sòls argilosos, sorra blanca o gris a planures pantanoses entre Perth i Albany. Arriba a mesurar entre 1 i 3 m d'alçada, tenint una espiga de flors prima i erecta, de color vermell, que es produeixen entre setembre i desembre.